# Алтона (переписна місцевість, Нью-Йорк)
Алтона (англ. Altona) — переписна місцевість (CDP) в США, в окрузі Клінтон штату Нью-Йорк. Населення — 662 особи (2020).

## Географія
Алтона розташована за координатами 44°53′24″ пн. ш. 73°39′34″ зх. д. / 44.89000° пн. ш. 73.65944° зх. д. (44.890097, -73.659565).  За даними Бюро перепису населення США в 2010 році переписна місцевість мала площу 4,43 км², уся площа — суходіл.

## Демографія
Згідно з переписом 2010 року, у переписній місцевості мешкало 730 осіб у 138 домогосподарствах у складі 81 родини. Густота населення становила 165 осіб/км².  Було 156 помешкань (35/км²).
Расовий склад населення:
| - 63,4 % — білих - 32,9 % — чорних або афроамериканців - 0,5 % — корінних американців - 0,4 % — азіатів - 1,9 % — осіб інших рас |

До двох чи більше рас належало 0,8 %. Частка іспаномовних становила 9,9 % від усіх жителів.
За віковим діапазоном населення розподілялося таким чином: 10,3 % — особи молодші 18 років, 79,7 % — особи у віці 18—64 років, 10,0 % — особи у віці 65 років та старші. Медіана віку мешканця становила 36,3 року. На 100 осіб жіночої статі у переписній місцевості припадало 371,0 чоловіків;  на 100 жінок у віці від 18 років та старших — 432,5 чоловіків також старших 18 років.
Середній дохід на одне домашнє господарство  становив 34 887 доларів США (медіана — 31 900), а середній дохід на одну сім'ю — 38 429 доларів (медіана — 40 658). За межею бідності перебувало 20,9 % осіб, у тому числі 38,0 % дітей у віці до 18 років та 0,0 % осіб у віці 65 років та старших.
Цивільне працевлаштоване населення становило 97 осіб. Основні галузі зайнятості: виробництво — 27,8 %, освіта, охорона здоров'я та соціальна допомога — 24,7 %, транспорт — 7,2 %, фінанси, страхування та нерухомість — 7,2 %.